# Moritz Kalthoff
Moritz Kalthoff (* 1. März 1992 in Lüdenscheid) ist ein deutscher Politiker (SPD). Er ist seit 2025 Abgeordneter des Thüringer Landtags.

## Werdegang
Kalthoff wuchs in Werdohl auf, wo er 2011 an der Albert-Einstein-Gesamtschule das Abitur ablegte. 2011 begann er ein Studium der Politikwissenschaft und Geschichte an der Friedrich-Schiller-Universität Jena, das er nicht abschloss. 2015 begann er ein Studium an der Hochschule für öffentliche Verwaltung Meißen, das er ebenfalls abbrach. Anschließend arbeitete er als  Leiharbeiter in der Glasindustrie und in der Produktion eines Automobilzulieferers in Klipphausen. 2017 kehrte er nach Thüringen zurück, wo er in Eisenberg eine Stelle als Postbote antrat. Von 2021 bis 2025 war er bei der Deutschen Post als Standortleiter für einen Zustellstützpunkt tätig.

## Politische Karriere
Kalthoff trat 2013 der SPD bei. Zeitweise war er Geschäftsführer der SPD-Fraktion im Kreistag des Landkreises Meißen.
Kalthoff kandidierte bei der Landtagswahl in Thüringen 2019 im Wahlkreis Saale-Holzland-Kreis II und auf Platz 27 der SPD-Landesliste, verfehlte jedoch den Einzug in den Landtag. Bei der Europawahl 2024 kandidierte er erfolglos auf Platz 26 der SPD-Bundesliste.
Seit 2024 ist Kalthoff Mitglied des Ortsteilrats des Jenaer Ortsteils Neulobeda.
Bei der Landtagswahl in Thüringen 2024 kandidierte Kalthoff im Wahlkreis Saale-Orla-Kreis I und auf Platz 9 der Landesliste. Er verfehlte zunächst den Einzug in den Landtag. Am 1. März 2025 rückte er über die Landesliste für Katharina Schenk in den Landtag nach.

## Privates
Kalthoff hat zwei Kinder.